# Diathraustodes
Diathraustodes és un gènere d'arnes de la família Crambidae.

## Taxonomia
- Diathraustodes amoenialis (Christoph, 1881)
- Diathraustodes fulvofusa Hampson in Leech & South, 1901
- Diathraustodes leucotrigona Hampson, 1896
- Diathraustodes similis Hampson, 1903